# Finlande au Concours Eurovision de la chanson 2010
La Finlande a participé au Concours Eurovision de la chanson 2010.

## 1redemi-finale
| # | Interprète(s)          | Chanson                        |
| - | ---------------------- | ------------------------------ |
| 1 | Amadeus Lundberg       | "Anastacia"                    |
| 2 | Nina Lassander         | "Cider Hill"                   |
| 3 | Bääbs                  | "You don't know tomorrow"      |
| 4 | Boys of the Band (BOB) | "America (I Think I Love You)" |
| 5 | Pentti Hietanen        | "Il mondo è qui"               |

## 2nde demi-finale
| # | Interprète(s)  | Chanson                   |
| - | -------------- | ------------------------- |
| 1 | Monday         | "Play"                    |
| 2 | Antti Kleemola | "Sun puolella"            |
| 3 | Heli Kajo      | "I Believe In Angels"     |
| 4 | Sister Twister | "Love at the first sight" |
| 5 | Veeti Kallio   | "Kerro mulle rakkaudesta" |

## 3edemi-finale
| # | Interprète(s)  | Chanson            |
| - | -------------- | ------------------ |
| 1 | Maria Lund     | "Sydän ymmärtää"   |
| 2 | Osmo Ikonen    | "Heaven or hell"   |
| 3 | Kuunkuiskaajat | "Työlki ellää"     |
| 4 | Linn Nygård    | "Fatal moment"     |
| 5 | Eläkeläiset    | "Hulluna humpasta" |

## Finale

### 1ertour
| #  | Interprète(s)    | Chanson                   |
| -- | ---------------- | ------------------------- |
| 1  | Maria Lund       | "Sydän ymmärtää"          |
| 2  | Antti Kleemola   | "Sun puolella"            |
| 3  | Linn Nygård      | "Fatal moment"            |
| 4  | Pentti Hietanen  | "Il mondo è qui"          |
| 5  | Heli Kajo        | "Annankadun kulmassa"     |
| 6  | Nina Lassander   | "Cider Hill"              |
| 7  | Amadeus Lundberg | "Anastacia"               |
| 8  | Sister twister   | "Love at the First Sight" |
| 9  | Eläkeläiset      | "Hulluna humpasta"        |
| 10 | Kuunkuiskaajat   | "Työlki ellää"            |

### 2nd tour
| # | Interprète(s)  | Chanson            | Votes  | Place |
| - | -------------- | ------------------ | ------ | ----- |
| 1 | Nina Lassander | "Cider Hill"       | 37,8 % | 2     |
| 2 | Eläkeläiset    | "Hulluna humpasta" | 20,2 % | 3     |
| 3 | Kuunkuiskaajat | "Työlki ellää"     | 42 %   | 1     |